# Ernesto Herrera
Ernesto Herrera Lascazes (Montevideo, 20 de marzo de 1889 - 19 de febrero de 1917) fue un escritor, dramaturgo y periodista literario uruguayo de principios del siglo XX. Participó mucho en el panorama literario del Uruguay y fue cofundador de revistas literarias como Bohemia: una Revista de Arte, donde firmó con seudónimos como Herrerita, R. Herita o Ginesillo de Pasamonte. Es conocido por su papel de dramaturgo: El león ciego (1911) fue su obra más aclamada.

## Biografía

### Infancia
Fue el tercer hijo de Nicolás Herrera y Matilde Lascazes. Cuando tenía ocho años falleció su madre, lo que hizo que la familia se desintegrara y él pasara al cuidado de su antigua nodriza. Su infancia vino marcada por las estrecheces económicas y una salud delicada y derivada del asma.

### La bohemia uruguaya y Europa
A partir de 1905, entró en el panorama literario del Uruguay de la época, y se relacionó con intelectuales de renombre como Rafael Barrett (en memoria de él puso nombre a su hijo). Fundó junto con otros colaboradores la revista Bohemia: una Revista de Arte (1908), donde escribió cuentos firmando como Ernesto Herrera, además de usar seudónimos como Herrerita, R. Herita o Ginesillo de Pasamonte.
Su primer viaje a Europa, en 1909, comenzó desde Argentina, pero se vio obstaculizado por su condición de polizón y consiguiente expulsión del barco. Más tarde consiguió abordar una segunda nave que lo llevó a Lisboa, desde donde viajó a Madrid. Por circunstancias no documentadas, acabó arrestado en la cárcel Modelo de Barcelona. Fue deportado a América en octubre de 1909. Antes de volver a su Montevideo natal colaboró con unas pocas notas en Brasil con los periódicos anarquistas A Lanterna y A Folha do Povo.  
De nuevo en Montevideo, publicó cuentos para  el periódico El Deber Cívico en 1910, que ese año recopiló quince de sus historias en la primera edición de Su majestad el hambre.
Durante la guerra civil entre blancos y colorados que sacudió Uruguay en 1910, Herrera trabajó como corresponsal para La Razón. Estas vivencias le sirvieron de inspiración para su drama El león ciego, estrenado el 14 de agosto de 1911 en el teatro Cibils, de Montevideo.
Otro estreno, La moral de Misia Paca (25 de noviembre de 1911) lo llevó a plantearse un segundo viaje a Europa, con el objetivo de ver su obra representada en teatros españoles. El 2 de noviembre de 1912 llegó a París, pero ya en diciembre se encontraba en Madrid, donde permaneció hasta abril del año siguiente.
Tras residir en Europa durante otro año, en junio de 1914 regresó a Montevideo debido a problemas personales y de salud. Ya en América de nuevo, continuó su producción teatral (estrenó El pan nuestro el 31 de julio) y dio conferencias, además de un breve intento de arrendamiento del teatro Lumière en 1915, que se saldó con un fracaso inmediato.

### Hijo
Su hijo Barrett nació el día de Navidad de 1911, de Orfilia Silva, que se quitó la vida dos años después, en noviembre de 1913. En 1915, con su enfermedad de la garganta empeorando su condición, Herrera dejó a Barrett al cuidado de los Schultze, familia de Durazno con la que compartía una estrecha relación.

### Muerte
Tras un empeoramiento de su afección de garganta, Herrera ingresó en el hospital Fermín Ferreira en enero de 1917. Ya había estado hospitalizado por las mismas causas en 1915. Falleció antes de cumplir los 28 años, el 19 de febrero de 1917, por lo que solo completó el primer acto de La princesita Cenicienta.

## Obra
La producción literaria de Herrera se caracteriza por su protesta social y su comunión con el anarquismo, factores que marcaron la vida del autor en forma radical.

### Teatro
- El estanque (1910)
- Mala laya (1911)
- El león ciego (1911)
- La moral de Misia Paca (1911)
- El pan nuestro (1914)
- El caballo del comisario (1915)
- El Moulin Rouge (1915)
- La bella Pinguito (1916)
- La princesita Cenicienta (primer acto, inconclusa)

### Cuentos
- Su majestad el Hambre (subtitulado Cuentos brutales) (1910)

### Otras publicaciones literarias
Herrera colaboró con gran número de revistas y periódicos de producción literaria de su entorno, no solo Bohemia: una Revista de Arte o El Deber Cívico; también publicó en La Razón incluso en calidad de corresponsal en su segundo viaje a Europa, y en otras publicaciones como Vida Nueva (continuación de Bohemia), La Semana o La Defensa (que estuvo a punto de dirigir). Participó con muchos otros medios, como los periódicos anarquistas brasileños A Lanterna y A Folha do Povo.